# Cyathosternum roseum
Cyathosternum roseum är en insektsart som först beskrevs av Bolívar, I. 1914.  Cyathosternum roseum ingår i släktet Cyathosternum och familjen gräshoppor. Inga underarter finns listade i Catalogue of Life.